# اس‌تی‌اس-۴۸
اس‌تی‌اس-۴۸ (انگلیسی: STS-48) یکی از ماموریت‌های برنامه شاتل‌های فضایی بود که در تاریخ ۱۲ سپتامبر ۱۹۹۱ از پایگاه فضایی کندی به فضا پرتاب شد. این مأموریت ۵ روزه توسط شاتل دیسکاوری انجام گرفت و هدف اصلی آن ارسال ماهواره ماهواره تحقیقاتی اتمسفر بالا به فضا بود.